# Foveolaria
Foveolaria is een geslacht van mosdiertjes uit de  familie van de Foveolariidae en de orde Cheilostomatida. De wetenschappelijke naam van het geslacht werd in 1884 voor het eerst geldig gepubliceerd door George Busk.

## Soorten
- Foveolaria elliptica Busk, 1884
- Foveolaria falcifera Busk, 1884
- Foveolaria imbricata (Busk, 1884)
- Foveolaria orbicularis Busk, 1884
- Foveolaria retiformis Harmer, 1926
- Foveolaria terrifica (Hincks, 1881)

Niet geaccepteerde soort:
- Foveolaria tubigera Busk, 1884 → Dactylostega tubigera (Busk, 1884)